# Phillips Idowu
Phillips Olaosebikan Idowu, MBE (* 30. prosince 1978, Hackney) je britský atlet, stříbrný olympijský medailista (Peking 2008), mistr světa a mistr Evropy v trojskoku.
V roce 2009 byl zvolen atletem Evropy.